# Superman (1941)
Superman ist ein US-amerikanischer animierter Kurzfilm von Dave Fleischer aus dem Jahr 1941.

## Handlung
Einst wurde der Planet Planet Krypton zerstört, wobei der einzige Überlebende ein Kind war, das mit einer Kapsel zur Erde geschickt wurde. Das Kind hat übermenschliche Kräfte. Seither ist Zeit vergangen, das Kind ist erwachsen und arbeitet unter dem Namen Clark Kent bei einer Zeitung.
Der verrückte Professor bedroht Metropolis mit einer Superwaffe, die er um Mitternacht aktivieren will. Lois Lane will einen exklusiven Artikel über den Professor schreiben und wird von ihm gefangen genommen. Er aktiviert die Waffe, eine Art überdimensionaler Laserstrahl, und zerstört damit eine Brücke der Stadt. Als Nächstes richtet er den Strahl auf das Hochhaus, in dem Kent arbeitet. Kent verwandelt sich in Superman, richtet zunächst das bereits schiefe Hochhaus wieder auf und stellt sich anschließend dem Laserstrahl entgegen, den er schrittweise zurück zu seinem Ausgangspunkt drückt. Beim Turm des verrückten Professors angekommen, verknotet er die Laserstrahlapparatur, sodass die Kraft des Lasers nun nach innen geleitet wird. Der Turm des Professors geht in Flammen auf. Superman rettet die gefangene Lois Lane und greift sich auch den Professor, den er ins Gefängnis bringt.
Die Zeitungen berichten von der Heldentat Supermans, der jedoch schon wieder als Clark Kent an seinem Schreibtisch in der Redaktion sitzt.

## Produktion
Superman kam am 26. September 1941 als erster Teil der Fleischer-Cartoonserie Superman durch Verleiher Paramount Pictures in die Kinos. In den nächsten Jahren folgten 16 weitere Cartoons der Superman-Serie. Die Rechte zur Verfilmung der populären Figur der DC Comics hatte Paramount bereits Anfang 1941 erworben. Dave und Max Fleischer bezweifelten jedoch anfangs den möglichen Erfolg eines solchen Projekts und verlangten 100.000 Dollar, das Vierfache ihres üblichen Preises, was auch schließlich gezahlt wurde. Die Kurzfilme, die danach entstanden, wurden zuerst mit realen Schauspielern dargestellt, um danach gezeichnet zu werden (Rotoskop-Verfahren). In dieser Serie wurde Superman in deutscher Sprache anfangs erst „Supermann“ genannt und konnte auch zum ersten Mal fliegen. In den meisten dieser Filme war die Szene enthalten, in der Clark Kent vor einem Einsatz sagte: „Dies ist ein Job für Superman(n)!“ und sich danach umzog.

## Synchronisation
| Rolle                   | Originalsprecher |
| ----------------------- | ---------------- |
| Erzähler                | Jackson Beck     |
| Superman / Clark Kent   | Budd Collyer     |
| Lois Lane               | Joan Alexander   |
| Der verrückte Professor | Jack Mercer      |

## Auszeichnungen
Superman wurde 1942 für einen Oscar in der Kategorie „Bester animierter Kurzfilm“ nominiert, konnte sich jedoch nicht gegen Der herzlose Retter durchsetzen.